# Rötjärnen (Grangärde socken, Dalarna)
Rötjärnen är en sjö i Ludvika kommun i Dalarna och ingår i Norrströms huvudavrinningsområde.